# Stazione di Saxa Rubra
Stazione di Saxa Rubra vasútállomás Olaszországban, Róma településen.

## Vasútvonalak
Az állomást az alábbi vasútvonalak érintik:
- Róma–Civita Castellana–Viterbo-vasútvonal

## Kapcsolódó állomások
A vasútállomáshoz az alábbi állomások vannak a legközelebb:
- Stazione di Grottarossa (Stazione di Piazzale Flaminio, Róma–Civita Castellana–Viterbo-vasútvonal)
- Stazione di Centro Rai (Stazione di Viterbo, Róma–Civita Castellana–Viterbo-vasútvonal)